# Festival hrvatskog katoličkog filma Trsat
Festival hrvatskog katoličkog filma Trsat je hrvatski filmski festival koji se održava svake godine u Rijeci. Prvi je takvi nacionalni festival u Hrvatskoj. Održava se na Trsatskom svetištu. Organiziraju ga Istra film iz Rijeke i Franjevački samostan Trsat.
Prvi je održan 2010. godine. Festival je specijaliziran. Okuplja i izlaže godišnju produkciju katoličkih filmova snimljenih u Hrvatskoj i dijaspori. Sudjeluju filmovi svih žanrova i rodova – igrani, dokumentarni, animirani, obrazovni, amaterski i drugi.
Uloga je festivala da se filmovi vjerske tematike u kojima se iskazuju evangelizacijske i društvene vrijednosti Katoličke Crkve u Hrvata prikažu na festivalu te da se natječu i vrednuju po strogim kriterijima izvrsnosti umjetničkih i tehničkih standarda. Dodatni razlog i uloga ovog festivala je promicati važnost i vrijednosti audiovizualne umjetnosti u djelovanju Katoličke crkve u Hrvatskoj, kao i poticati istu na uključivanje u financiranje filmske produkcije i snimanje filmova s novim autorskim pristupima i novim temama.
Festival osim projekcija u programu ima filmske radionice za mlade filmaše. Bernardin Modrić odabire filmove koji će biti uvršteni za prikazivanje. Na festivalu su prikazani filmovi Branka Ištvančića, Nade Prkačin, Nade Borić i drugih.
Na festivalu se nagrađuje najbolje filmove u više kategorija. Uz glavnu, dodjeljuje se pet strukovnih nagrada (najbolji redatelj, najbolji scenarist, najbolji snimatelj, najbolji skladatelj i najbolji montažer). Festivalski žiri bili su do danas: predsjednici Petar Trinajstić i Branko Ištvančić, filmski redatelj i umjetnički fotograf, Igor Modrić, montažer i redatelj glazbenih spotova snimatelj Robert Kalčić.
2014. glavnu nagradu osvojio je Moja osveta je oprost, dokumentarni film o životu i tragičnoj smrti istarskog svećenika blaženog Miroslava Bulešića scenaristice Irene Hrvatin i redatelja Nevena Mihaela Dianeževića u produkciji HRT-a. Davorka Feller nagrađena je za najbolju montažu za film Komiški Kvarantore, Mladen Ivan Magdalenić najbolji je skladatelj, za glazbu u filmu Čujem, vjerujem, vidim; Davor Šarić dobio je nagradu za najboljeg snimatelja, film o Alojziju Stepincu Neukrotivi kardinal. Redatelji tog filma Mirela i Ivan Cigić dobili su nagradu za najbolju režiju. Silviju Mirošničenku dodijeljena je nagrada za najbolji scenarij za film Bijela kuga.
2015. glavnu nagradu osvojio je dokumentarac Prateći Majku Tereziju. Ljiljana Bunjevac Filipović za taj je film dobila nagradu za najbolji scenarij, a Matija Zajec za najbolju montažu. Davor Borić dobio je nagradu za najboljeg redatelja za film Na Musteru do Uskrsa. Marko Raguž je najbolji snimatelj, za film Pisma novorođenom Isusu. Bruno Krajcar dobio je nagradu za najboljeg skladatelja za glazbu u filmu Tragovi jedne vizije. Direktorica Laudata Ksenija Abramović dobila je posebno priznanje za produkciju audiovizualnog stvaralaštva. Posebno priznanje dobio je redatelj Edi Benčić za poseban entuzijazam iskazan u radu na filmu Zavet.
2016. je ukupni pobjednik bio Sve je bio dobar san Branka Ištvančića. Isti film je dobio nagradu za najboljeg redatelja (Branko Ištvančić) i najboljeg skladatelja (Dalibor Grubačević). Za snimateljski rad u filmu Na dobro vam Salvestrovo nagrađen je Anton Štor, za montažu filma Graditelj Rima nagrađena je Anita Jovanov te za scenarij kratkoga igranoga filma Moja Ljiljo nagradu je dobio Hrvoje Župarić. Edi Benčić dobio je posebnu nagradu za film Fra Berard.

## Vanjske poveznice
- Službene stranice  Arhivirana inačica izvorne stranice od 2. listopada 2016. (Wayback Machine)
- Svetište na Trsatu[neaktivna poveznica]